# Schulmeister, l'espion de l'empereur
Schulmeister, l'espion de l'empereur est une série télévisée française en treize épisodes de 52 minutes, écrite par Jean-Claude Camredon, réalisée par Jean-Pierre Decourt et diffusée entre le 23 décembre 1971 et le 15 avril 1974 sur la première chaîne de l'ORTF, et librement inspirée de la vie de Charles Louis Schulmeister.
Au Québec, elle a été diffusée à partir du 7 juin 1974 à la Télévision de Radio-Canada, et rediffusée à partir du 19 septembre 1983 sur TVJQ.

## Synopsis
À l'époque du Premier Empire, un héros du nom de Schulmeister déjoue de nombreux complots, de la Hollande à la Suisse en passant par l'Angleterre ou l'Autriche.

## Distribution
- Jacques Fabbri : Schulmeister
- Geneviève Fontanel : Arabella
- Roger Carel : Hammel
- Andrée Boucher : Suzel
- Claudine Collas : Adeline
- Jean Piat : Beaumont (+ voix off de Victor Hugo à la fin de l'épisode La conspiration Malet)
- Pierre Hatet : Gruner
- Patrick Préjean : Bajou
- Françoise Giret : Marie Walewska
- Georges Descrières : le roi Louis Bonaparte
- William Sabatier : Savary
- Alfred Adam : général Cambronne
- Nadine Alari : Mme Hugo
- Henri Virlojeux : Fouché
- Philippe Nicaud : général Lahorie
- Mario Pilar : le général Malet
- Marcel Charvey : le Colonel Soulié
- Gabriel Cattand : Wend
- Maurice Chevit : le père Heinrich
- Guy Delorme : "Le Vicomte"
- Michel Beaune : le général Monnet
- Teddy Bilis : Van Acker
- Francis Lemaire : Chapman
- Bernard Lajarrige : l'abbé
- Pierre Repp : le concierge
- Annick Alane : Mme Fouché
- Georges Claisse : le prince Tchernicheff
- Jacqueline Jefford : Mary Osburn
- Marcel Cuvelier : Neubacher (Ep 1)
- Jacques Hilling : Muller (Ep 1)
- Bernard Charlan : le préfet (Ep 1)
- Bernard Valdeneige : Kauffman (Ep 1)
- Roger Trapp : Vogel (Ep 1)
- Robert Berri : le père Troche (Ep 2)
- Paul Bisciglia : officier anglais (Ep 2)
- Fernand Guiot : le palfrenier (Ep 2)
- Sylvia Saurel : la comtesse de Fréville (Ep 2)
- Howard Vernon : Sir Horace (Ep 2)
- Geneviève Casile : la baronne (Ep 3)
- François Chaumette : le baron (Ep 3)
- Yves Lefebvre : Dietrich (Ep 3)
- Sacha Pitoëff : Dangberg (Ep 3)
- Jacques Couturier : Beugnot (Ep 3)
- Alain Souchère : Thalberg (Ep 3)
- Louis Navarre : Hermann (Ep 3)
- Max Elloy : valet de Savary (Ep 3)
- Claude Degliame : la Comtesse (Ep 8)

## Fiche technique
- Titre : Schulmeister, l'espion de l'empereur
- Réalisateur : Jean-Pierre Decourt
- Scénario : André Paul Antoine et Pierre Aristide Bréal
- Idée originale : Jean-Claude Camredon
- Musique : Franck Pourcel et Joss Baselli
- Décors : Robert Giordani
- Directeur de la photographie : Pierre Petit
- Montage : Renée Lichtig
- Tournage en studio : Studios Marignan, Studios Pathé-Cinéma, Franstudio à Saint-Maurice
- Producteur :
- Sociétés de production : Co-production Office de radiodiffusion télévision française, Société Radio-Canada et Société nouvelle Pathé-cinéma
- Pays de production :  France
- Chaîne : Première chaîne de l'ORTF
- Genre : aventure historique, biographie
- Durée : 13 épisodes de 52 minutes (2 saisons)
- Date de première diffusion : du 23 décembre 1971 au 15 avril 1974

## Épisodes
Épisodes 1 à 6 : Saison 1 ; Épisodes 7 à 13 : Saison 2

### Épisode 1: Le maître d'école
Savary, aide de camp du premier Consul, prépare la visite de son chef à Strasbourg. La police arrête Joliet, courrier des émigrés, qui avoue l'objet de sa mission : prendre contact en ville avec un certain "maître d'école". L'ennui, c'est que des Schulmeister (maître d'école), il y en a 150 à Strasbourg. L'un d'eux est suspect en tant qu'ancien contrebandier. Le courrier Joliet le reconnait, pour sauver le vrai, mais il se proclame bonapartiste et offre de trouver lui-même les vrais coupables. Savary accepte et organise une fausse évasion. Avec Hammel, un de ses amis, Schulmeister s'introduit au cœur du complot et reconnait dans celui qui donne les ordres : son propre cousin, Neubacher, le vrai "maître d'école".

### Épisode 2: Le petit matelot
Première mission officielle de Schulmeister : retrouver en Angleterre et ramener en France un agent précieux dont on croit la vie menacée : la comtesse de Fréville. La femme de Schulmeister, Suzel, manque d'enthousiasme et trouve que son époux, jusqu'ici paisible, se lance dans une bien étrange entreprise.
En fait, l'équipée commence mal. Au lieu d'enlever la vraie comtesse, Schulmeister se laisse berner et ramène à Paris une certaine Arabella dite "Petit Matelot", Française passée au service des émigrés. La vraie comtesse est conduite à la Tour de Londres, condamnée à mort. Démasquée, Arabella s'enfuit et Fouché, qui lutte contre la police parallèle de Savary, marque un point. Arabella s'est introduite chez les lingères de l'impératrice à La Malmaison et envoie des messages à ses chefs. Comment les intercepter ? C'est la femme de Schulmeister qui a un jour l'idée de regarder de plus près les broderies d'Arabella… Capturée, Arabella est échangée contre la comtesse de Fréville, mais ne quitte pas la France sans rendre hommage au caractère chevaleresque de Schulmeister.

### Épisode 3: Schulmeister contre Schulmeister
Schulmeister accompagné du Général Savary rencontre son ami Hammel pour effectuer une mission auprès des armées françaises occupant l'Autriche. Une insurrection est à craindre soutenue par une société secrète le "Tugenbund". Schulmeister infiltre les conjurés et assiste à l'une de leurs réunions pendant que Hammel se fait passer pour lui auprès des Autrichiens. Les nobles familles de Westphalie veulent aussi chasser les Français. Le Tugenbund organise un attentat contre le commissaire impérial, mais Schulmeister réussit à le déjouer tout en gagnant la confiance des membres de la société. Dénoncé, il est arrêté par les officiers wesphaliens qui lui exposent un plan d'union avec le Tugenbund pour renverser le roi Jérome, frère de Napoléon. Le complot échoue et la situation en Westphalie s'apaise.

### Épisode 4: Au pays de l'eau tranquille
Schulmeister et son ami Hammel se rendent en Hollande pour reconstituer le réseau de soutien au roi Louis, frère de Napoléon, menacé par les services de contre-espionnage anglais. Il rencontre le général Monnet et le roi Louis lui-même, mais ce dernier ne veut pas engager l'armée hollandaise dans de sanglants combats. En se servant de la signature du roi, il rédige un faux message demandant aux troupes de repousser le débarquement anglais. Après la victoire, il obtient le pardon du roi Louis.

### Épisode 5: Les lys blancs
Conduite par le comte de Beaumont et avec le soutien de l'Angleterre, une insurrection contre l'empereur Napoléon se prépare en Normandie. Des armes sont cachées partout dans la province, enterrées sous des bosquets de lys blancs. Schulmeister et son ami Hammel sont chargés de les découvrir et de déjouer le complot.

### Épisode 6: La conspiration Malet
Savary est devenu ministre de la police en remplacement de Fouché et l'ancien contrebandier Hammel est commissaire. Une bonne part de la sécurité de l'Empire repose sur les épaules de Schulmeister. Mauvaises nouvelles de Russie. Malaise en France. Schulmeister se méfie des généraux Lahorie et Malet qui conspirent… depuis 10 ans ! rappelle Savary, donc c'est sans grand danger. D'ailleurs, Lahorie serait en Amérique… Schulmeister, lui, pense qu'il se cache, en France même, chez Mme Hugo.
Visite de courtoisie chez Mme Hugo. Une pipe traînant sur une table confirme Schulmeister dans ses soupçons. Négligée par son mari, le général Hugo, l'épouse est devenue la maîtresse de Lahorie et le cache dans son château. Malet, lui, se trouve en résidence (mal) surveillée dans une maison de santé. Il reçoit beaucoup et prépare un compromis politique entre royalistes et jacobins qui faciliterait un coup d'État militaire. Tout le personnel de la maison est acheté… sauf Hammel, qui joue aux cartes et renseigne Schulmeister.
Malet, personnage inquiet et violent, ronge son frein, car Lahorie ne semble pas décidé à risquer le coup d'État immédiatement. Son concours est indispensable car son prestige reste grand dans l'armée. Schulmeister décide de jouer sur ce hiatus ouvert entre les deux hommes.

### Épisode 7: Un village sans importance
Le général Mack, chef des armées autrichiennes, est installé dans la ville d'Ulm. Il est décidé à en sortir pour anéantir l'armée de l'Empereur. Schulmeister, par un de ces stratagèmes dont il a le secret, va obtenir la capitulation de l'armée autrichienne. Empruntant l'identité d'un ennemi de Napoléon, il se tient au courant de tous les plans autrichiens. Pendant ce temps, sous la conduite du lieutenant Hammel, un groupe de têtes brûlées se fait passer pour l'avant-garde de la Grande Armée. Ces douze hommes font croire aux Autrichiens que Napoléon est tout proche…

### Épisode 8: La dame de Vienne
Napoléon s'apprête à occuper Vienne. Cependant, le chef des services secrets prussiens, Grüner, met sur pied un plan pour tuer l'Empereur. Une comtesse autrichienne est chargée de l'approcher et de le tuer avec une épingle à cheveux empoisonnée. Schulmeister va tenter de faire échouer l'entreprise. Empruntant l'habit et l'identité d'un moine italien, il pénètre jusqu'au Conseil autrichien et parvient à gagner la confiance de Grüner qui lui révèle son plan criminel. Mais Schulmeister est démasqué.

### Épisode 9: L'affaire Adams
Schulmeister et sa femme s'installent au château du Piple offert par l'empereur en remerciements de ses services. Derrière le mur d'une cave, il découvre le cadavre d'un inconnu, déposé intentionnellement pour déclencher une enquête de Schulmeister et de son ami Hammel. Ils vont mette à jour une manipulation orchestrée par le représentant de la Prusse destinée à perturber les entretiens secrets entre Fouché et Sir Horace le représentant de l'Angleterre.

### Épisode 10: Un coup pour rien
Un chalet en Suisse. Une Walkyrie, vêtue en amazone, qui fume le cigare. Des caisses mystérieuses contenant des engins inconnus. Il n'en faut pas plus pour alerter les services secrets prussiens et français. Mais, alors que Grüner, le Prussien, est sur le point d'arriver, Schulmeister est cloué au lit avec une forte fièvre. Le fidèle Hammel va remplacer l'espion de l'Empereur. Il pénètre en Suisse et s'arrange pour que l'étonnante Walkyrie le fasse prisonnier. Malheureusement, au lieu de percer le secret des caisses mystérieuses, le brave Hammel devient l'amant et le jouet de la blonde Bertha. Celle-ci, héritière des inventions de son père, détient le prototype d'une machine à tuer très perfectionnée : en l'occurrence, le premier modèle (supposé) d'une mitrailleuse moderne.

### Épisode 11: L'espion du Tsar
L'empereur Napoléon prépare la campagne de Russie. Pour équiper son armée, il a besoin de faire fabriquer rapidement 32 000 copies des cartes d'état major de l'empire russe. De son côté, le Tsar a envoyé en France un espion, Tchernitcheff, pour découvrir les plans des opérations militaires françaises. Shulmeister lui fait une proposition approuvée par l'Empereur : les cartes russes contre les plans français qu'il est allé lui-même voler au ministère de la Guerre. Tchernitcheff accepte. L'échange a lieu mais les plans fournis ont été trafiqués afin de tromper le Tsar sur les futurs déplacements des troupes de Napoléon.

### Épisode 12: Avant les100 jours
Louis XVIII est au pouvoir en France. Schulmeister est allé voir Napoléon à l'Île d'Elbe. Fouché le fait arrêter à son retour et lui demande de ne pas encourager l'Empereur à rentrer en France car lui-même veut porter au pouvoir le duc de Reichstadt et devenir Régent. Cependant, Sir Horace Mills pour l'Angleterre, Tchernitcheff pour la Russie et Grüner pour la Prusse s'entendent secrètement pour manipuler l'entourage de Napoléon et l'encourager à revenir en France afin de mieux l'anéantir. Le piège est prêt.

### Épisode 13: Après les100 jours
L'empereur est à Sainte-Hélène. Tout est fini pour lui, mais il reste en France une "bombe vivante" : Schulmeister, espion de Napoléon pendant quinze ans, dépositaire de tous les secrets de cette époque. Les vainqueurs sont bien décidés à désamorcer cette bombe, chacun à sa manière. Celle de Tchernitcheff est expéditive : l'espion du Tsar envoie ses Cosaques au château de Schulmeister pour tout y détruire. De justesse, Hammel sauve son épouse Adeline et Suzel. Fouché les fait suivre, espérant, grâce à eux retrouver Schulmeister, qui, caché chez Cambronne, attend les siens pour s'embarquer pour l'Amérique. Mais Grüner veille. Il tend une embuscade à l'ex-commissaire impérial. Schulmeister, blessé, réussit à s'enfuir et c'est en compagnie de membres de l'ancien commando d'Ulm qu'il retrouve Suzel, Hammel et Adeline. Une troupe de saltimbanques les accueille.